# Monocyt

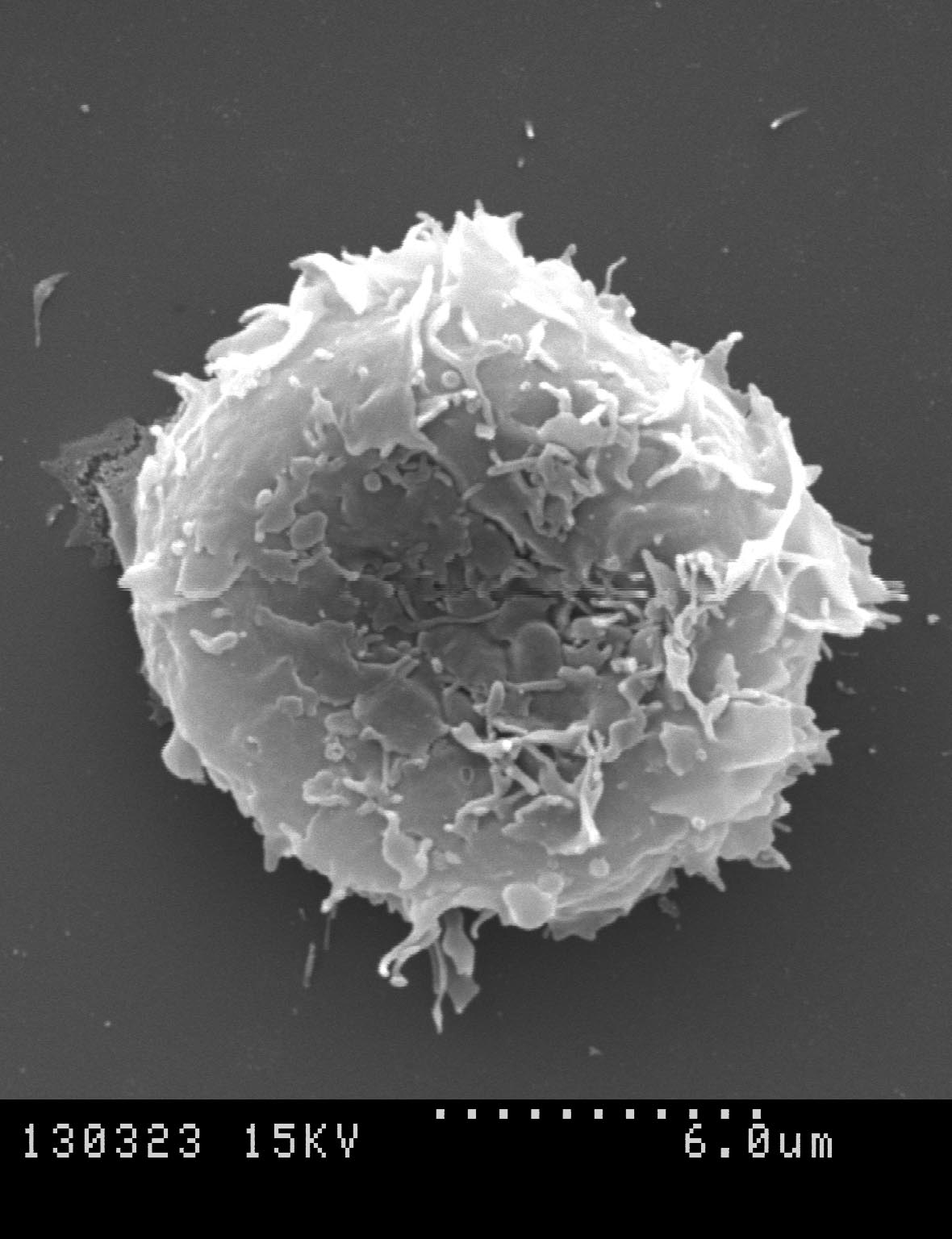
SEM-opname van een monocyt

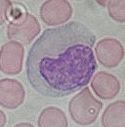
Monocyt

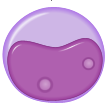
Promonocyt

Een monocyt is een ronde of ovale witte bloedcel (leukocyt) en is een deel van het immuunsysteem van het menselijk lichaam. Monocyten beschermen tegen in het bloed voorkomende ziekteverwekkers en verplaatsen zich snel naar geïnfecteerde weefsels. Monocyten zijn een van de vijf belangrijkste soorten witte bloedcellen. Een monocyt is 12 tot 20 μm in diameter, en is daarmee groter dan een rode bloedcel. Monocyten worden aangemaakt in het beenmerg, door hematopoëtische ('bloedmakende') stamcellen. Allereerst wordt een monoblast gevormd, die zich verder ontwikkelt tot een promonocyt ('voorstadium van een monocyt'), waaruit vervolgens de monocyt ontstaat. De helft van de ongedifferentieerde monocyten wordt opgeslagen in de milt en de andere helft blijft twee tot drie dagen in het bloed zitten, vanwaaruit ze zich verplaatsen naar een weefsel, waar de ongedifferentieerde monocyten zich, afhankelijk van het soort weefsel, differentiëren in een bepaald soort macrofagen.
De celkern van een monocyt is onregelmatig van vorm. Soms vertoont de kern één, en soms twee indeukingen. De kern kan hoefijzervormig zijn of uit, door kernmateriaal verbonden, segmenten bestaan. De onregelmatigheid kan nog worden vergroot doordat de kern meestal opgevouwen is. De kernstructuur is fijn, met hier en daar licht gekleurde plekken en donkere punten.
Het cytoplasma van een monocyt is blauwgrijs met plekjes, en lijkt bedekt te zijn met kleine, nauwelijks zichtbare korreltjes. Monocyten kunnen in de weefsels door fagocytose (vertering) allerlei lichaamsvreemde stoffen opnemen. Zij gaan daarbij vaak over in een celtype dat men macrofagen noemt. Ze kunnen ook geïnfecteerde lichaamscellen doden, met behulp van antilichamen, die de ziekteverwekker insluiten, of door zich te hechten via pathogeenreceptorherkenning aan de ziekteverwekker.
Monocyten zijn betrokken bij een verscheidenheid aan andere lichamelijke, processen waaronder slagaderverkalking atheromatose. Ook spelen zij een belangrijke rol in het gecontroleerd elimineren van oude rode bloedcellen. Deze hebben namelijk een maximale levensduur van ongeveer honderdtwintig dagen. 
Een verhoogde hoeveelheid monocyten in het bloed duidt op een ontsteking en wordt monocytose genoemd.

## Overzicht hematopoëtische stamcel rode beenmerg
| Hematopoëse            | Hematopoëse          | Hematopoëse            | Hematopoëse | Hematopoëse | Hematopoëse | Hematopoëse | Hematopoëse | Hematopoëse     | Hematopoëse    |
| ---------------------- | -------------------- | ---------------------- | ----------- | ----------- | ----------- | ----------- | ----------- | --------------- | -------------- |
| Leukopoëse             | Leukopoëse           | Leukopoëse             | Leukopoëse  | Leukopoëse  | Leukopoëse  | Leukopoëse  | Leukopoëse  | Erytropoëse     | Trombopoëse    |
| Myeloblast             | Myeloblast           | Myeloblast             | Monoblast   | Lymfoblast  | Lymfoblast  | Lymfoblast  |             | Pro-erytroblast | Megakaryoblast |
| Myeloblast             | Myeloblast           | Myeloblast             | Monoblast   | Lymfoblast  | Lymfoblast  | Lymfoblast  | Erytroblast |                 | Megakaryoblast |
| Myeloblast             | Myeloblast           | Myeloblast             | Monoblast   | Lymfoblast  | Lymfoblast  | Lymfoblast  | Normoblast  |                 | Megakaryoblast |
| Promyelocyt            | Promyelocyt          | Promyelocyt            | Monocyt     | Lymfocyt    | Lymfocyt    | Lymfocyt    | Reticulocyt | Megakaryocyt    |                |
| Neutrofiele granulocyt | Basofiele granulocyt | Eosinofiele granulocyt | Macrofaag   | B-cel       | T-cel       | NK-cel      | Mastocyt    | Erytrocyt       | Trombocyt      |